# Basiliek San Domenico Maggiore

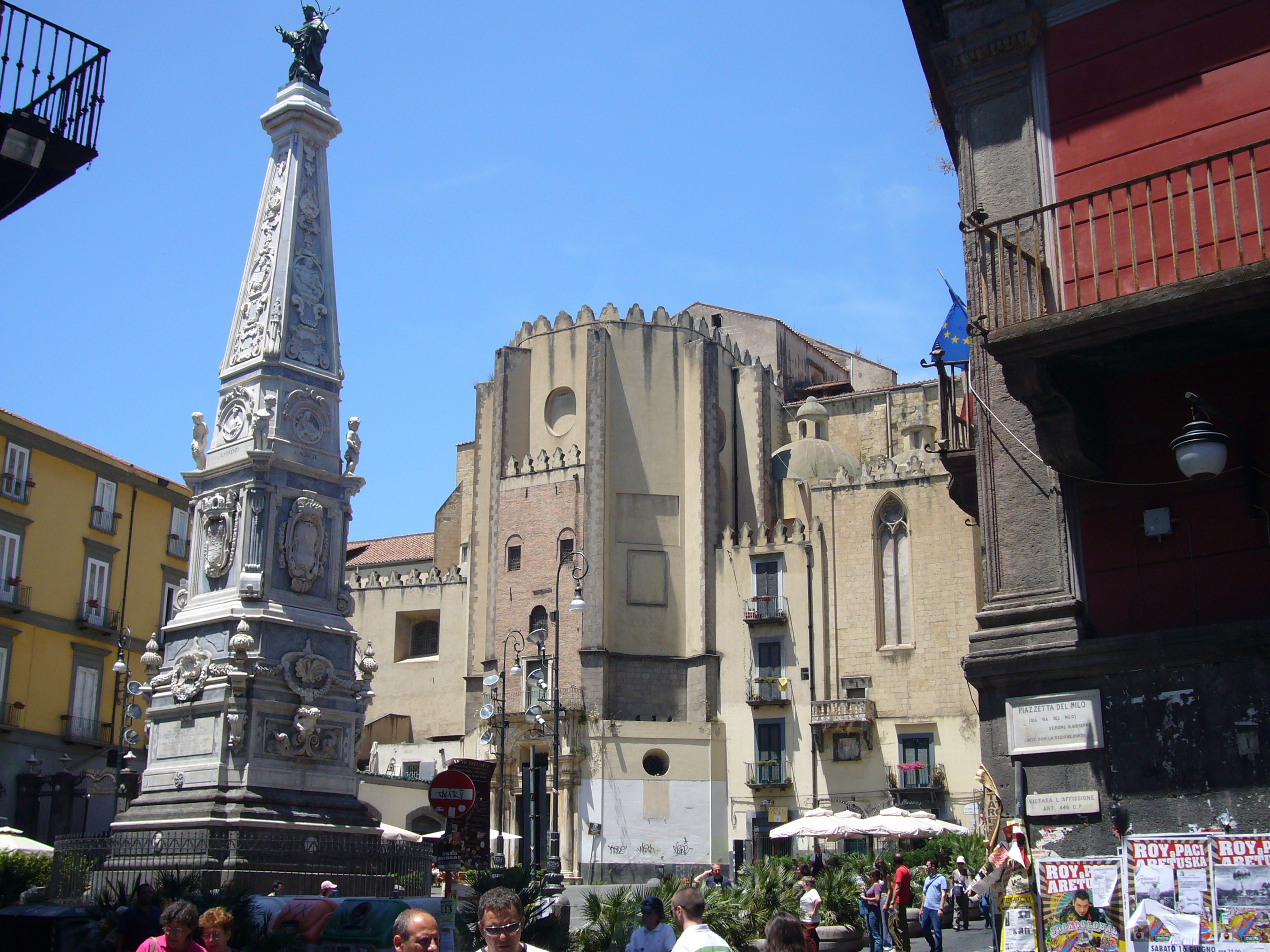
Piazza San Domenico Maggiore (Napels) met basiliek en pestzuil

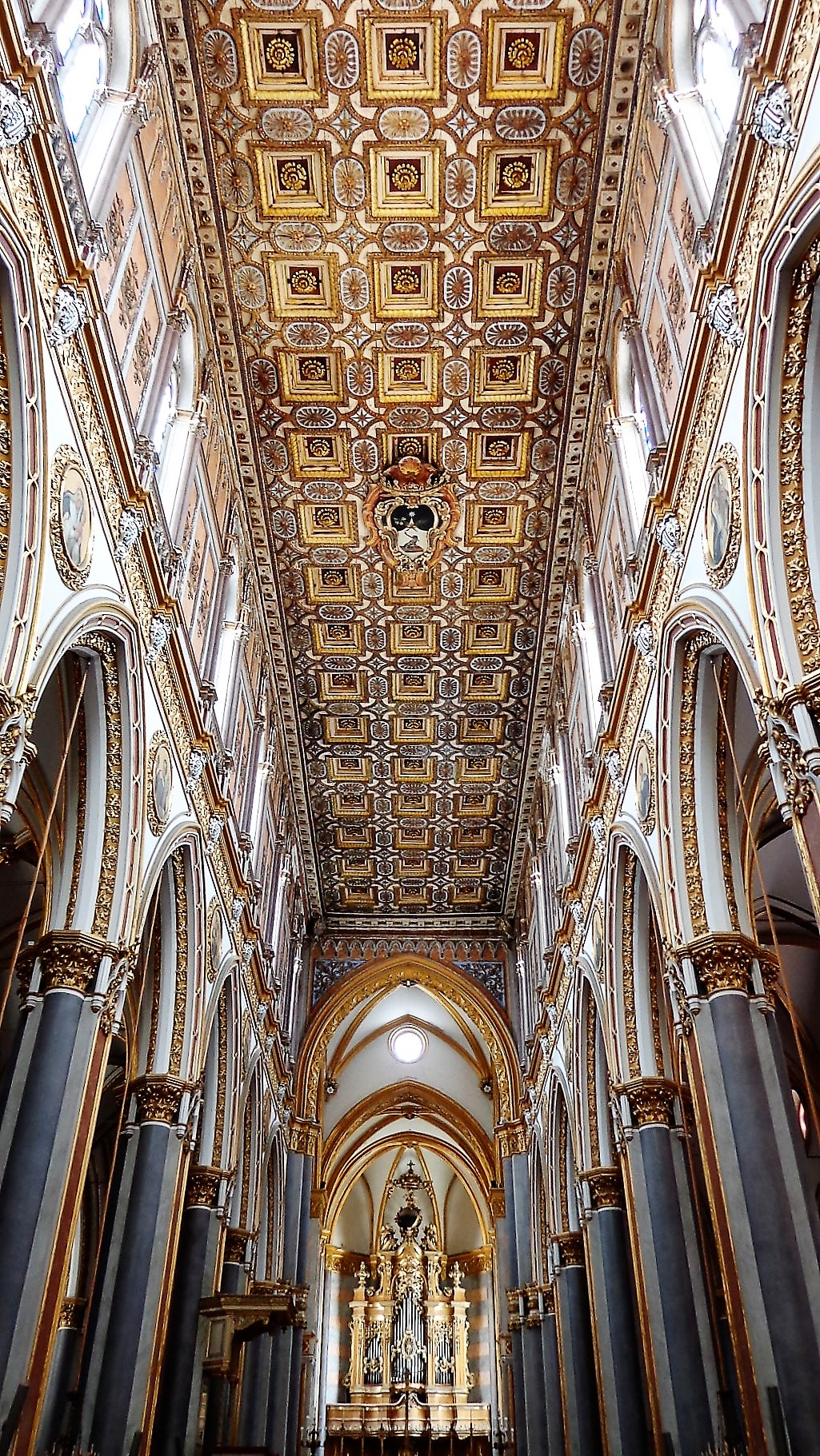
Hoofdaltaar, werk van Cosimo Fanzago

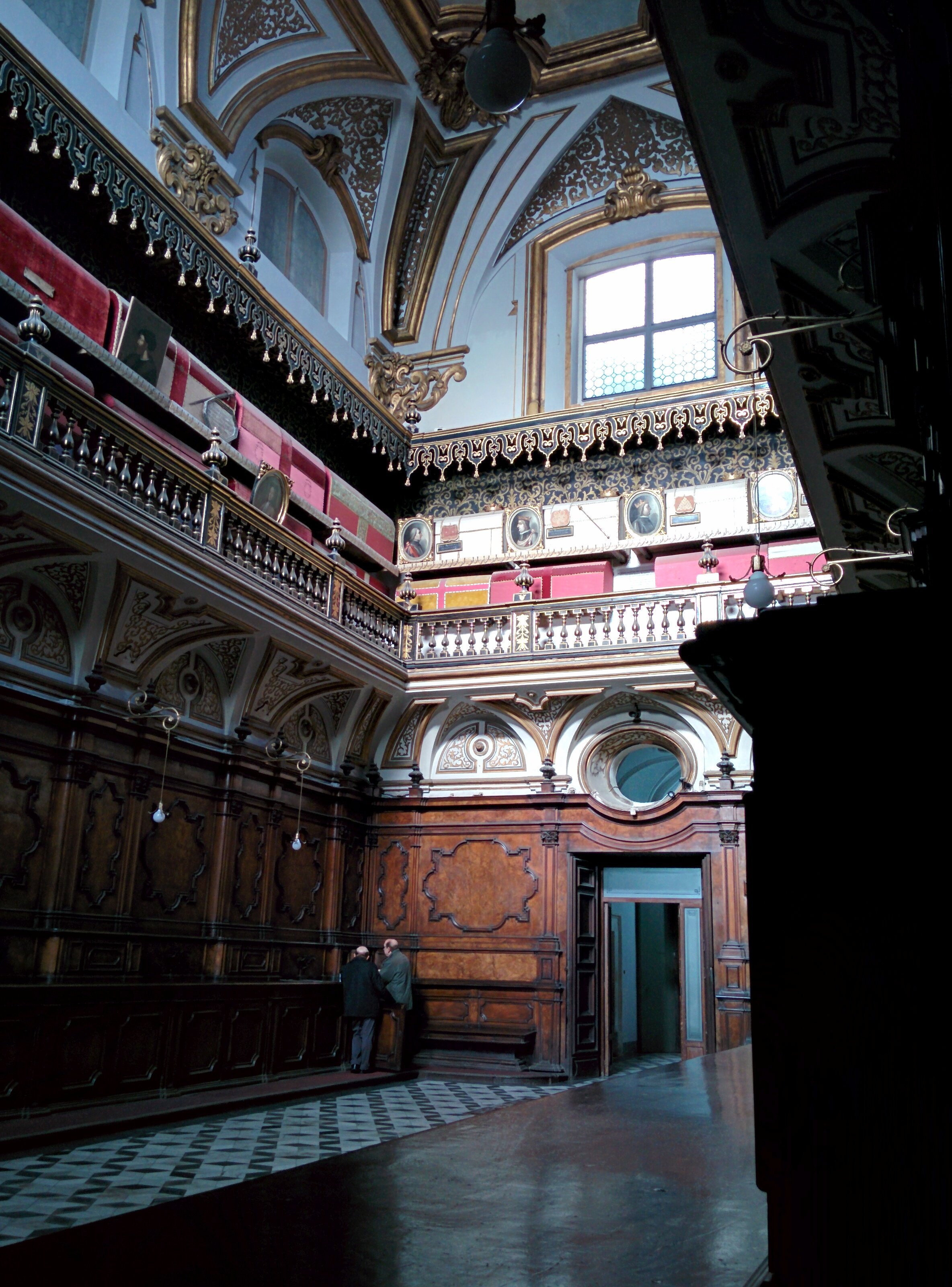
Graven van Aragonese edellieden (rood)

De basiliek San Domenico Maggiore (13e eeuw, herbouwd 17e eeuw) is een rooms-katholieke kerk in het centrum van Napels, in de Italiaanse regio Campania. De basiliek is gelegen aan de gelijknamige Piazza San Domenico Maggiore.
Het was de hoofdkerk van de Orde der Dominicanen in het koninkrijk Napels. Zij was tevens de hoofdkerk van de Franse adel (huis Anjou) en later de Spaanse adel (koninkrijk Aragon) die de elite vormden in het koninkrijk Napels. 

## Naam
De kerk is toegewijd aan de Spaanse heilige Dominicus Guzmàn, stichter van de Dominicaner Orde. Het was bij bevel van paus Alexander IV dat de basiliek naar hem genoemd werd. De naam Maggiore duidt op hoofdkerk of belangrijkste kerk.

## Historiek
In de jaren 1230 vestigden dominicanen zich in Napels. Zij namen bezit van de benedictijnenabdij (10e eeuw), die ooit nog in handen van de Byzantijnen geweest was. Paus Alexander IV, tot paus gekroond in Napels, drong aan op het gebruik van de naam San Domenico Maggiore.
Onder de regering van koning Karel II van Napels, van het huis Anjou, werd gestart met de bouw van de kloosterkerk. Volgens de traditie stichtte Karel II van Napels het convent als gevolg van een smeekbede om zijn leven te redden tijdens de Siciliaanse Vespers (1282). De eerste kerk was in Gotische-Angevijnse stijl. Zij werd gebouwd bovenop de afgesmeten 10e-eeuwse abdijkerk. Aan de kerk werd gebouwd van 1283 tot 1324. Koning Karel II gaf de opdracht aan Pietro Cavallini om fresco’s in een zijkapel aan te brengen, genaamd de Cappella degli Affreschi. De fresco’s verhalen het leven van verschillende heiligen onder wie Johannes de Evangelist, Petrus en Andreas, Maria Magdalena, alsook de kruisiging van Jezus. De kapel wordt gerekend tot de nationale kunstschatten van Italië omwille van de gelijkenissen met deze van Giotto di Bondone.
Het convent huisvestte de voorloper van de universiteit van Napels. De Franse adel vergaderde in het convent, dat een van de grootste conventen van de stad was. Eenmaal het koninkrijk Napels deel was geworden van de Kroon van Aragon, verzamelde de Aragonese adel vaak in het convent en de kloosterkerk. De edellieden lieten zich begraven in een galerij op de eerste verdieping van een zijkapel. 
Aardbevingen in de 15e en 16e eeuw haalden grote delen van de kloosterkerk naar beneden. Niettemin werd keizer Karel V als vorst van Napels en Sicilië hier feestelijk ontvangen (1536).  
In de jaren 1650-1670 werd de kerk herbouwd in barokstijl, wat de hedendaagse vorm is. Het was de verdienste van Cosimo Fanzago om het hoogaltaar te ontwerpen en monumentaal uit te bouwen. In dezelfde periode werd voor de kerk een obelisk geplaatst. De obelisk bevat bovenaan een beeld van de heilige Dominicus. De obelisk werd geplaatst als pestzuil.
Grote verfraaiingen vonden plaats in de 18e eeuw. Domenico Antonio Vaccaro liet de vloeren met marmer beleggen, hing kroonluchters op en legde zijkapellen opnieuw aan. De kerk telt 24 zijkapellen.
Koning Joachim Murat verjoeg de Dominicanen in de jaren 1806. Het convent werd gesloten. Kunstwerken en boeken uit de kloosterbibliotheek werden geroofd. Later doken wel kunstwerken uit kerk op in het Museo di Capodimonte.
Later in de 19e eeuw vonden grote herstellingen plaats: plafonds werden hersteld, nieuwe glasramen werden geplaatst en het koorgestoelte werd heraangelegd. Van de originele gotische kerk blijven nog een portaal over alsook een deel van de apsis in de typische Angevijnse stijl. De voormalige kloosterkerk was een parochiekerk van Napels geworden. Het convent is een tentoonstellingsruimte van de stad geworden.
In 1921 besliste paus Benedictus XV dat de San Domenico Maggiore een basilica minor moest zijn.
Tijdens de Tweede Wereldoorlog werd de basiliek San Domenico Maggiore beschadigd tijdens luchtbombardementen. Het 17e-eeuws orgel was onbruikbaar. Enkele fresco’s van Cavallini werden eveneens beschadigd. De laatste restauratiewerken vonden plaats in de jaren 1950. 

## Enkele dominicanen verbonden aan het convent
- Thomas van Aquino (1225-1274) studeerde hier als jonge Dominicaan.
- Giordano Bruno (1546-1600) studeerde hier en moest Napels ontvluchten wegens verdacht van ketterij.
- Tommaso Campanella (1568-1639) studeerde hier en werd door de Spanjaarden gearresteerd wegens oproer.

- Gemeinsame Normdatei: 4612869-4
- Library of Congress Control Number: n78015894
- Virtual International Authority File: 305126848